# Rostocker Stadtbrand von 1677
Der Rostocker Stadtbrand oder auch Großer Stadtbrand von 1677 war eine Feuerkatastrophe, die rund ein Drittel der mittelalterlichen Bausubstanz insbesondere im Osten und Norden des historischen Stadtkerns der Hansestadt Rostock vernichtete. Der Stadtbrand war neben den britischen Luftangriffen Ende April 1942 eine der beiden Katastrophen der Rostocker Stadtgeschichte, die das ursprüngliche Stadtbild Rostocks als spätmittelalterlicher Kaufmannstadt für immer veränderten.

## Verlauf
Stadtbrände traten in der Gründungsphase der Stadt im 13. Jahrhundert, also der zunächst nacheinander und unabhängig voneinander verlaufenden Entwicklung der drei Teilstädte Alt-, Mittel- und Neustadt, gehäuft auf, da die ersten Häuser reetgedeckte Holzbauten waren. Als viele Nachfolgebauten aus Stein ausgeführt wurden, sank das Feuerrisiko. Dennoch bestand im mittelalterlichen und frühneuzeitlichen Rostock stets eine große Brandgefahr. Gründe dafür waren die enge Bebauung und die schmalen Gassen, weil die Stadtmauer Grenzen der Besiedlung setzte. Ferner befanden sich in den Speichern und Lagern der Stadt große Mengen brennbarer Waren, zum Beispiel Getreide oder Holz. Außerdem mussten zahlreiche Gewerbe wie die Schmieden oder die Backhäuser mit Feuer hantieren. Daher hatte bereits die Feuerordnung als Teil der Rostocker Polizeiordnung vom April 1576 neben Angehörigen anderer Gewerbe insbesondere den Bäckern eingeschärft, morgens und abends auf Feuer und Licht sorgfältig zu achten.
Am Sonnabend, dem 11. August 1677, brach bei dem Bäcker Joachim Schulze in der Altschmiedestraße, Ecke Große Goldstraße, ein Feuer aus, das schnell auf die Nachbargebäude übergriff. Gefördert durch einen trocken-heißen Südostwind breitete sich das Feuer in Nordwestrichtung aus, sodass bald nahezu das gesamte Stadtgebiet zwischen Petri- und Nikolaikirche in Flammen stand. Die beiden Gotteshäuser wurden zwar von dem Inferno verschont, die Klosterkirche des ehemaligen Katharinenklosters hingegen wurde zerstört.
Da die Altstadt, das Gebiet zwischen der Grube, der heutigen Grubenstraße, und der östlichen Stadtmauer, allseits von Wasser umgeben war, hoffte man, dass sich das Feuer auf dieses Stadtgebiet beschränken würde. Allerdings griff es über die Brücken, die die Grube überspannten, auf die nördliche Mittelstadt über. Dort wurden das Stadtgebiet nördlich des Vogelsangs und östlich des Rathauses schwer verwüstet.
Das Feuer konnte erst am Folgetag, dem 12. August, unter Kontrolle gebracht und so die Gefahr für Marienkirche und Rathaus abgewendet werden. Einsetzender Regen half, die letzten Brandnester zu löschen. Bis dahin hatte sich der Brand bis zum Wokrentertor ausbreiten können.
Die Kunde über den Brand verbreitete sich in ganz Europa.

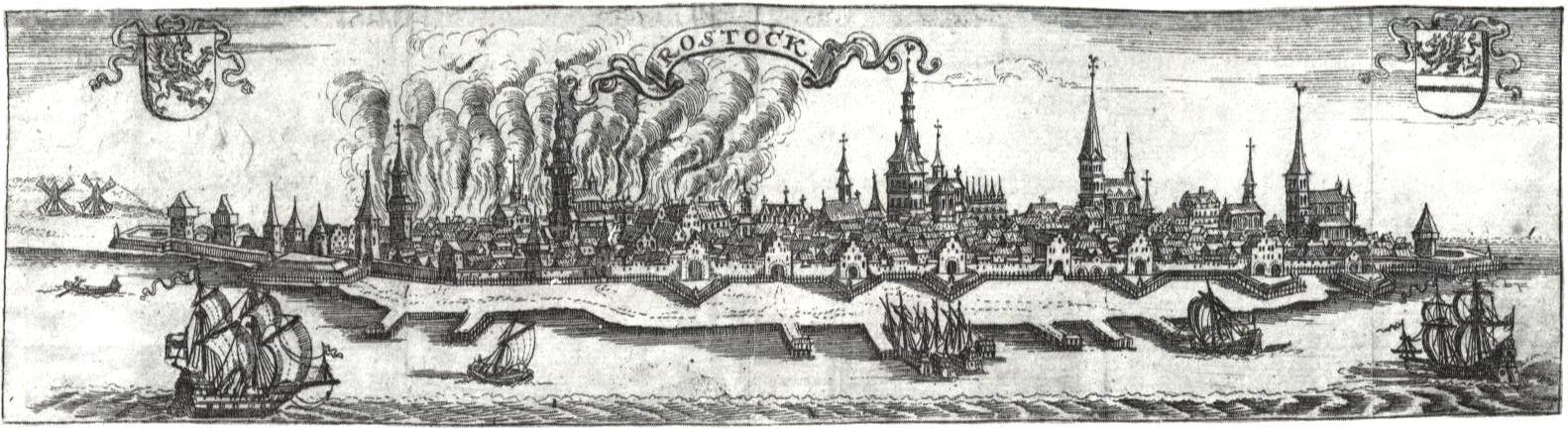
Kupferstich (Nürnberg 1678) nach einer Vorlage von Matthäus Merian (1641), wobei der Stecher irrtümlich eine spiegelverkehrte Abbildung der Stadt schuf, die Flammen jedoch in der richtigen Himmelsrichtung und somit im falschen Stadtteil platzierte

## Schäden
Von 2000 registrierten Häusern gingen durch das Feuer ca. 700 verloren, der größte Teil in der Alt- und nördlichen Mittelstadt. Hinzu kam eine große Anzahl von Wohnkellern, die den ärmeren Stadtbewohnern, insbesondere in der weniger begüterten Altstadt, als Obdach dienten. In den zum Stadthafen führenden Straßen der nördlichen Mittelstadt wurden wertvolle gotische Giebelhäuser, die zumeist als Brauhäuser dienten, vernichtet. Dadurch wurde auch das Brauwesen, ein Rückgrat der Rostocker Wirtschaft, schwer getroffen.

## Einordnung in die Stadtgeschichte
Der Große Stadtbrand markiert das endgültige Ende Rostocks als selbstbewusste Kaufmannstadt im Verbund der Hanse, deren letzter Hansetag 1669 in Lübeck stattfand. Der Stadtbrand war das offensichtliche Zeichen des Niedergangs der Stadt, der durch den Bedeutungsverlust als Handelsplatz und die Wirren des Dreißigjährigen Krieges eintrat. Zudem geriet die Stadt mehr und mehr unter die Kontrolle der mecklenburgischen Landesherrschaft und des Königreichs Schweden. Die Bevölkerung sank von 15.000 Menschen im Jahr 1600 auf nur noch 5.000 Einwohner. Wegen des allgemeinen wirtschaftlichen Niedergangs wurden die brachliegenden Grundstücke erst nach einem sehr langen Zeitraum, teilweise bis zu 100 Jahren, wieder mit Häusern bebaut, nunmehr im Stil des Barock. Wegen dieses Stadtbrandes und der noch verheerenderen Bombenangriffe im Zweiten Weltkrieg hat sich in Rostock, verglichen mit Lübeck, Wismar oder Stralsund, nur relativ wenig mittelalterliche Bausubstanz erhalten.